# Lars Kruth
Lars Hubert Kruth, född 3 november 1920 i Åsan, Näs församling, Jämtlands län, död 11 februari 2019, är en svensk snickare som blev pionjär inom dövrörelsen i Sverige. Han var ordförande i Sveriges Dövas Riksförbund i flera omgångar. Första gången han blev förbundsordförande var han endast 35 år gammal, 1955, då tog han över posten efter den mer än dubbelt så äldre Gösta Wiberg, som var 76 år gammal. 
1967 fick han en heltidstjänst på SDR som studiekonsulent. Innan han blev förbundsordförande igen 1983-1986 hann han vara sekreterare och ekonomichef på SDR.
När han förlorade hörseln 1930 föddes en drivkraft inom honom och han kom att bli en av förgrundsgestalterna för teckenspråket. Bland annat var han med om att grunda Västanviks folkhögskola i Leksands kommun. 
Han blev hedersdoktor 1980 vid Stockholms universitet, ett år innan Sveriges riksdag officiellt erkände svenskt teckenspråk som svenska dövas modersmål. Kruth mottog det första exemplaret av den medalj som bär hans namn – Kruthmedaljen – och som delas ut vart fjärde år till personer i Sverige som gjort värdefulla instanser för döva och teckenspråk.
1996 gav han ut sina memoarer En tyst värld - full av liv.